# 弗罗姆 (城镇)
弗羅姆（英語：Frome，i/ˈfruːm/，FROOM）是英格蘭索美塞特郡東北方的城鎮與民政教區。坐落於門迪普丘陵東端，該鎮建立在不平坦的高地上，城鎮中心有弗羅姆河。該鎮位於巴斯南方約13英里（21）、湯頓郡治東方約43英里（69），及倫敦西方約107英里（172）。2011年人口普查的人口數是26,203人。該鎮位於索美塞特郡的門迪普區，且是薩默頓和弗羅姆選區的一部份。

## 友好城市
- 法國 马耶讷河畔贡捷堡

## 外部連結
- Frome History by D JSteward
- 中的“弗罗姆 (城镇)”
- Frome Town Council
- Fairtrade Frome （页面存档备份，存于）